# Dösjebro församling
Dösjebro församling är en församling i Frosta-Rönnebergs kontrakt i Lunds stift. Församlingen ligger i Kävlinge kommun i Skåne län och utgör ett eget pastorat.

## Administrativ historik
Församlingen bildades 1 januari 2022 av Västra Karaby och Dagstorps församling och Hofterups församling som före samgåendet bildade ett gemensamt pastorat. Den nybildade församlingen bildar ett eget pastorat.

## Kyrkor

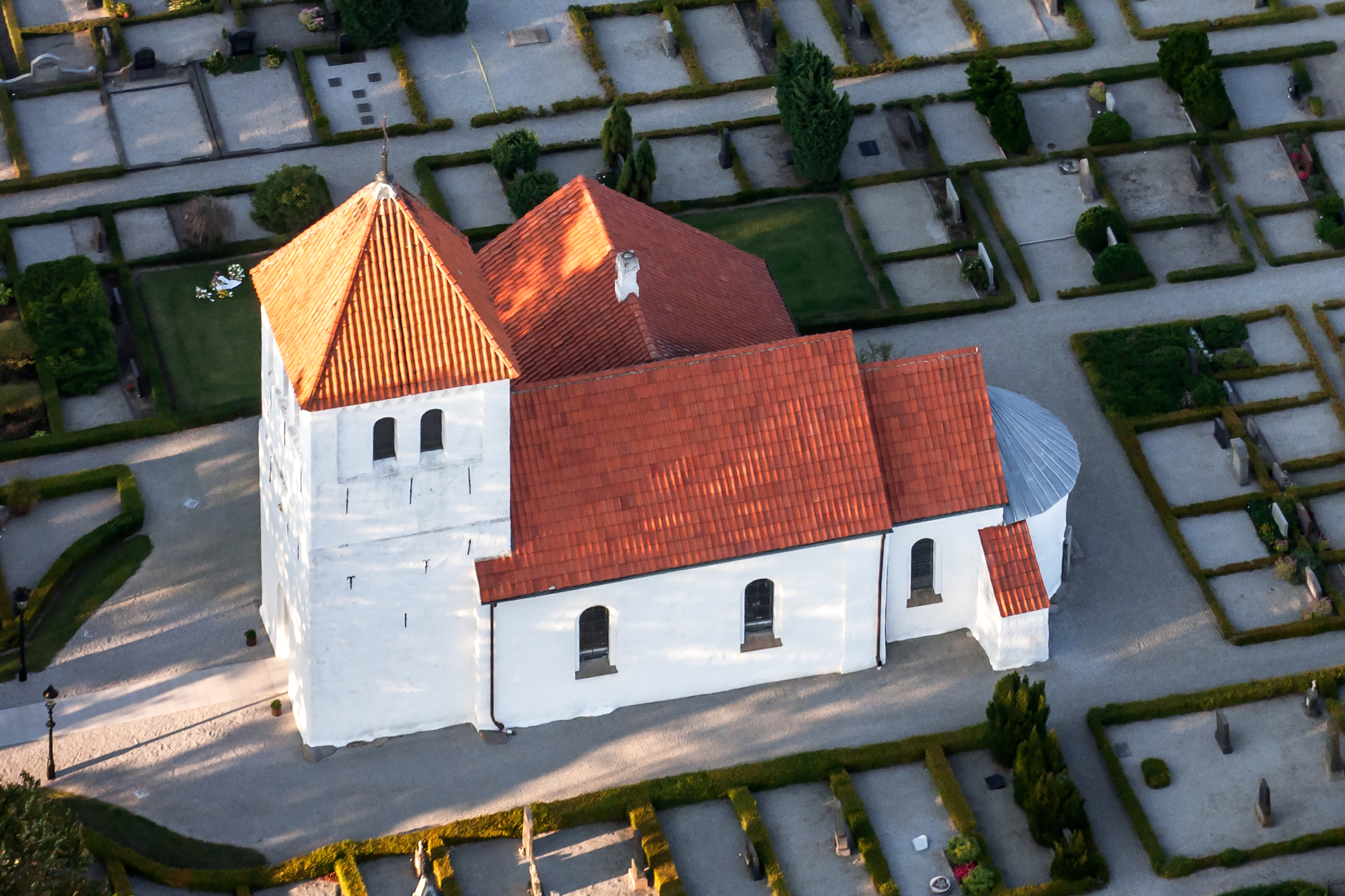
Hofterups kyrka
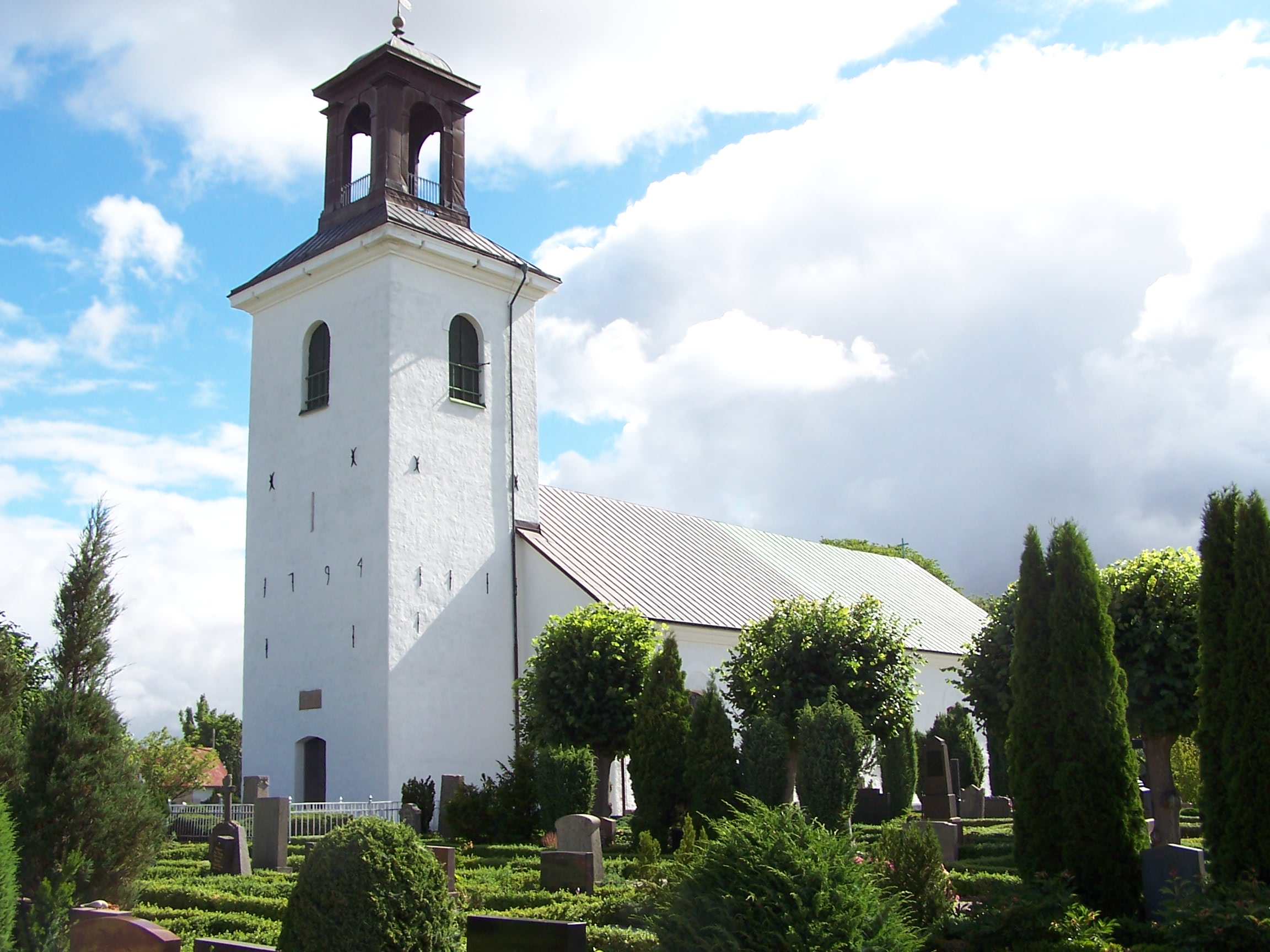
Västra Karaby kyrka
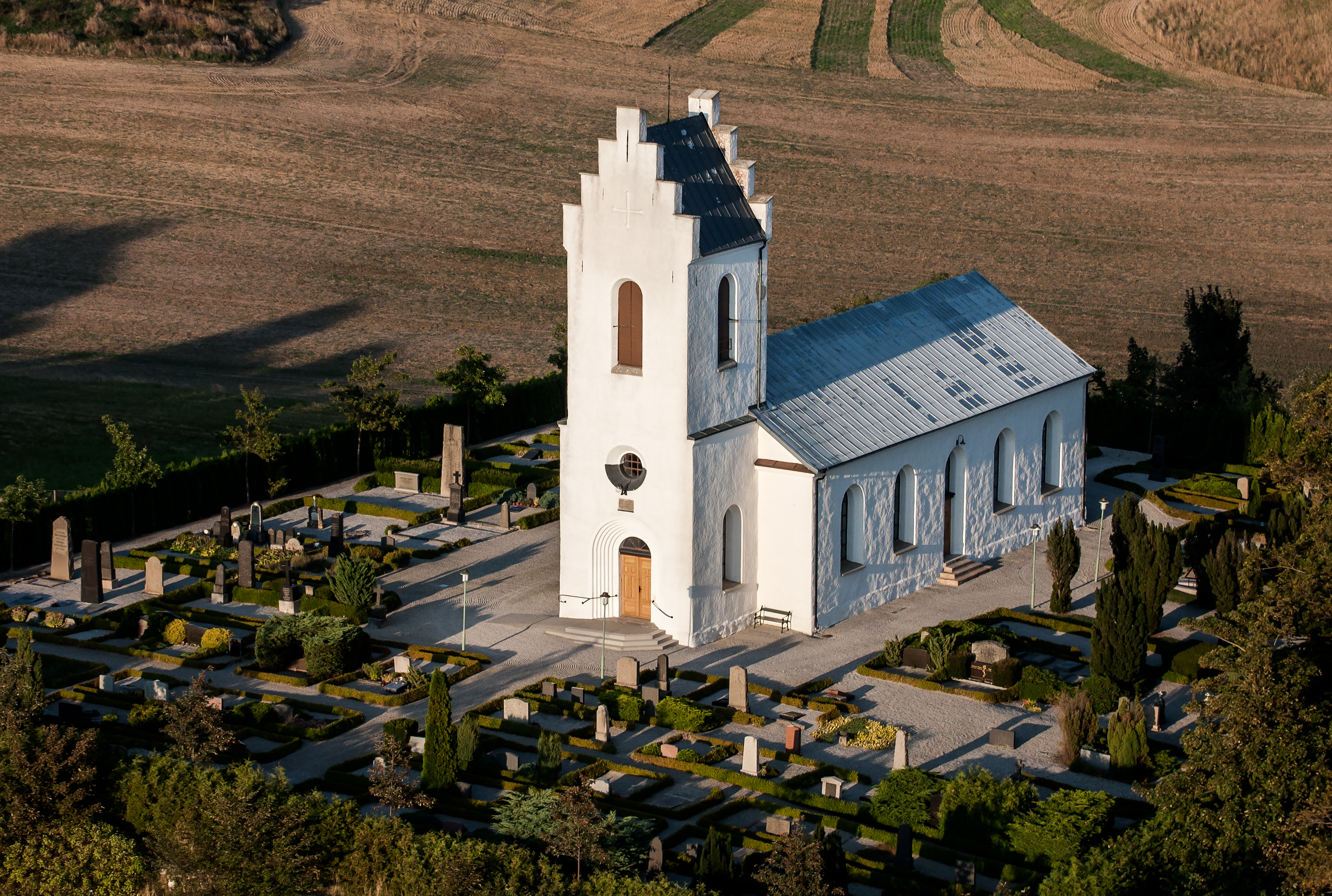
Dagstorps kyrka